# Aecidium aechmantherae
Aecidium aechmantherae är en svampart som beskrevs av Syd. & P. Syd. 1907. Aecidium aechmantherae ingår i släktet Aecidium, ordningen Pucciniales, klassen Pucciniomycetes, divisionen basidiesvampar och riket svampar.   Inga underarter finns listade i Catalogue of Life.